# Boissy-Maugis
Boissy-Maugis foi uma comuna francesa na região administrativa da Normandia, no departamento Orne. Estendia-se por uma área de 21,94 km². Em 2010 a comuna tinha 623 habitantes (densidade: 28,4 hab./km²).
Em 1 de janeiro de 2016, passou a formar parte da nova comuna de Cour-Maugis-sur-Huisne.